# 西闵线轮渡

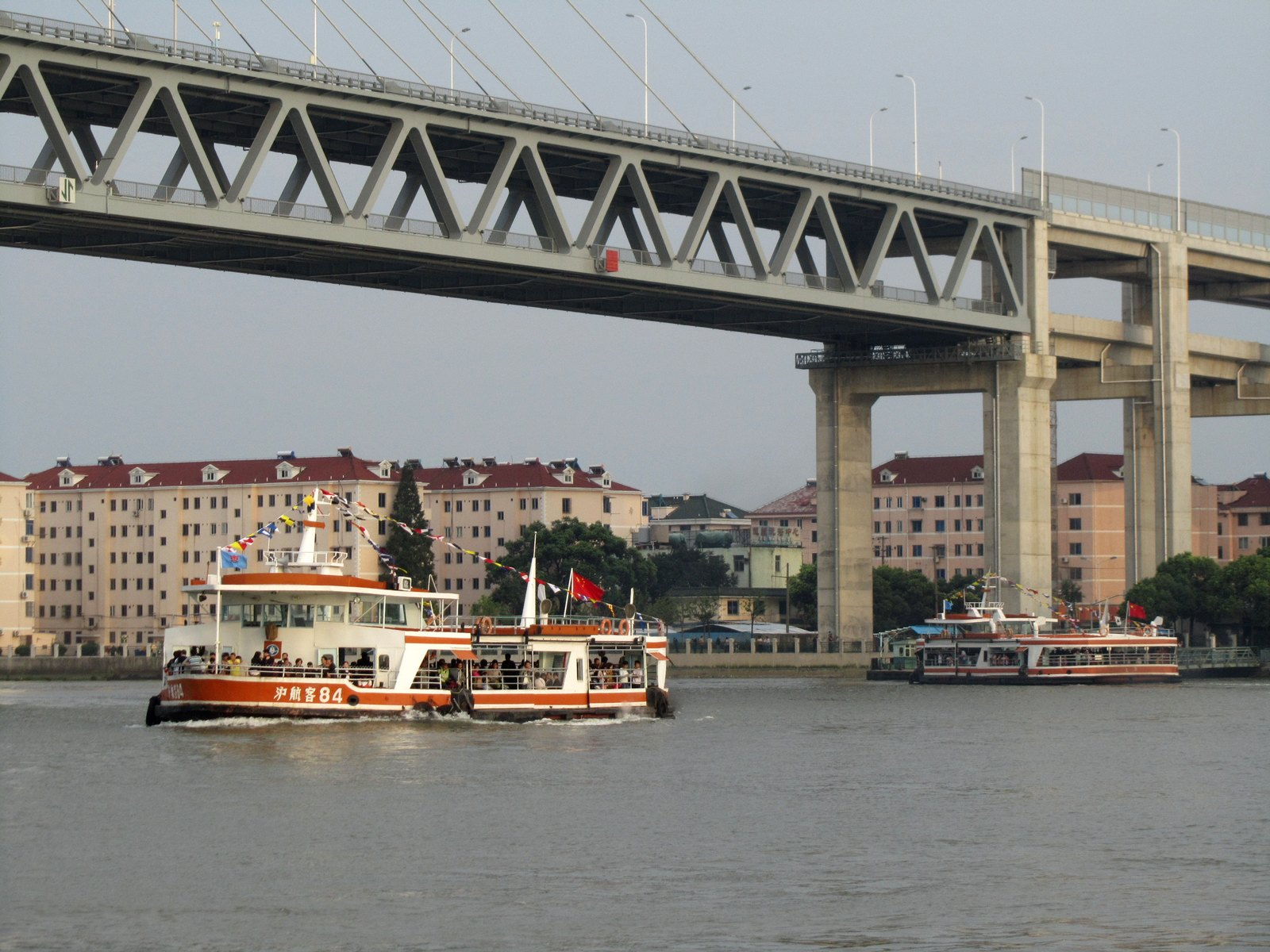
西闵线客渡渡轮（2010年）

西闵线轮渡，初称黄浦渡、横泾渡、横泾西渡。为中国上海市黄浦江上的一条对江轮渡航线，航线北起闵行区沪闵公路浦江路209号闵行轮渡站，南至奉贤区沪杭公路2号西渡轮渡站。
西闵线轮渡在明朝已经存在，初称黄浦渡，为义渡。后更名横泾渡。清朝乾隆年间又更名为横泾西渡。民国21年（1932年），该渡口设闵行至西渡的车渡，实行车客混装运营。民国35年（1946年），有人合伙成立民间闵渡公司，购船经营闵行至西渡渡运业务。1952年，公司改为闵渡轮运营。1953年，公司并入沪南轮运营。1956年，航线改由国营松江轮船公司经营管理。1958年4月1日，轮渡划归上海市轮渡公司经营管理，航线正式定名为西闵线轮渡。
2007年1月7日起，为配合闵浦二桥建设，西闵线车辆渡停航。

## 历史

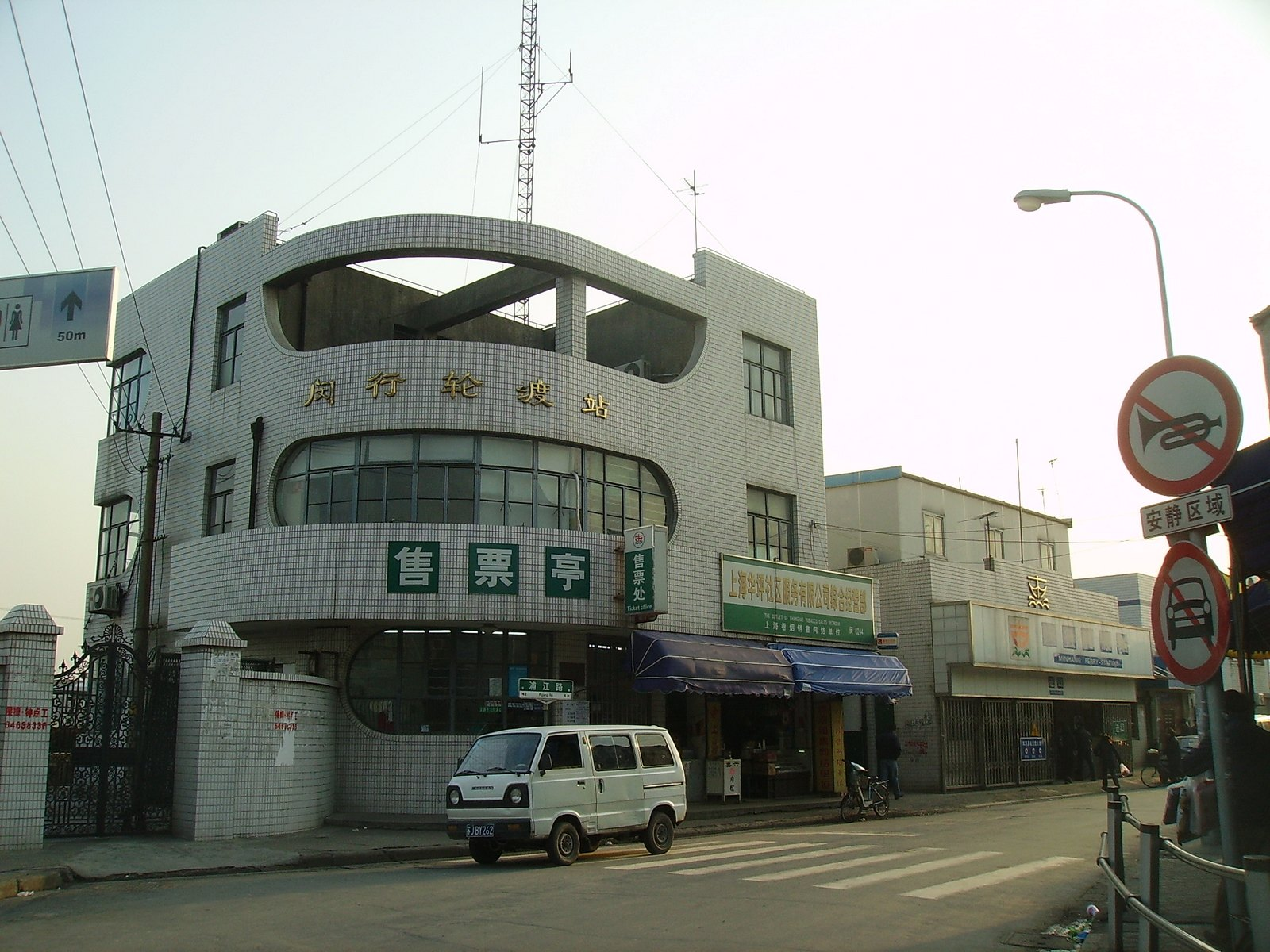
闵行轮渡站（2007年）

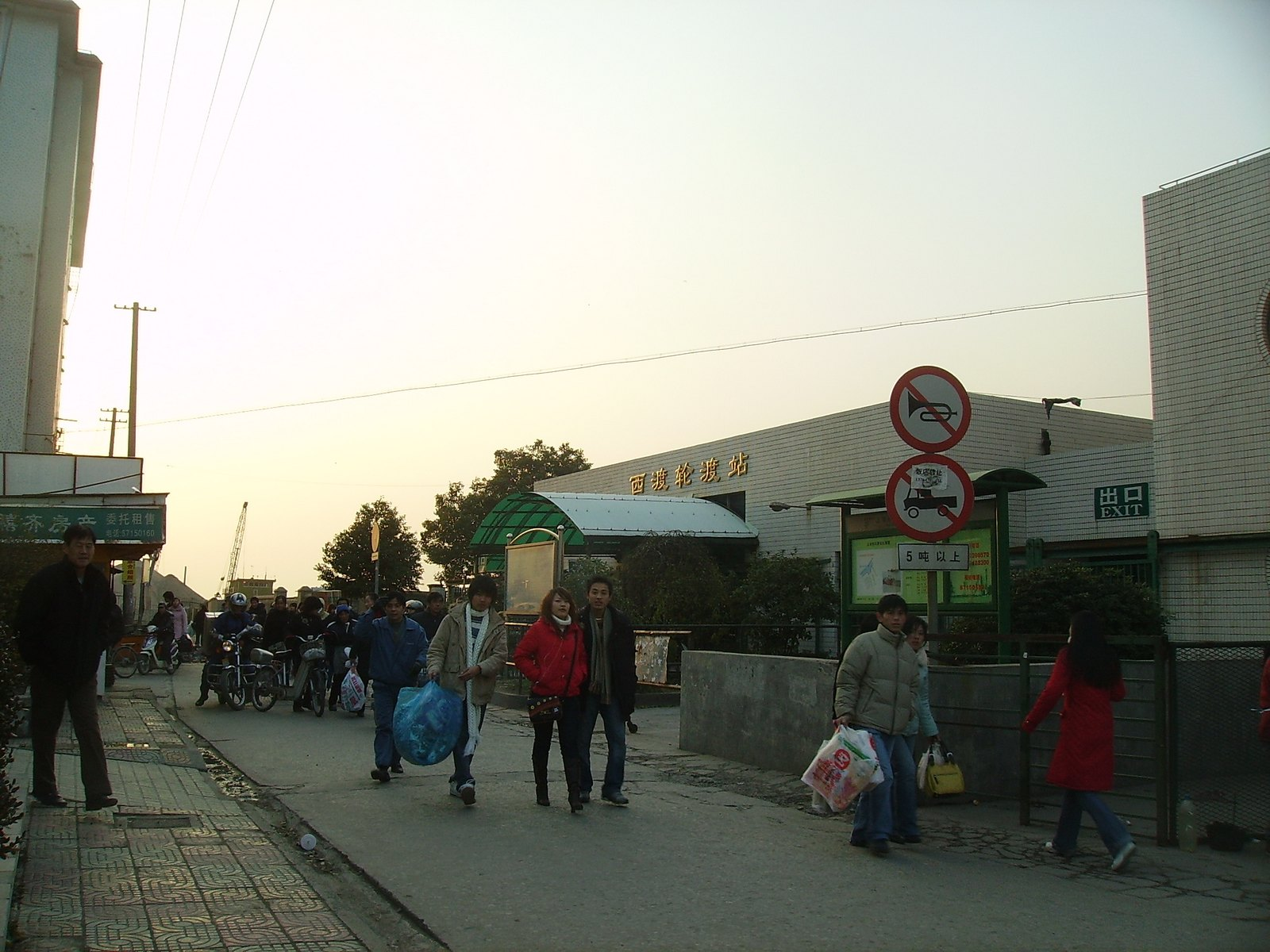
西渡轮渡站（2007年）

西闵线轮渡航线在明代已经存在。明朝弘治年间的《上海志》里称作黄浦渡，清朝康熙《上海县志》则称其为横泾渡，渡口为义渡性质。清朝乾隆年间，因在横泾东新设横泾东渡（闵行北横泾口——南横泾口），该渡遂改称横泾西渡。
清末民初时期，渡口有手摇渡船1条，至民国11年（1922年），因沪闵公路通车，渡口客流有所增加，渡船增至2条。民国21年（1932年），渡口南北两岸新建钢引桥及浮码头，同年10月投入“经航”号渡轮运营车辆渡。该渡轮载重22吨，可同时装载2辆汽车与70位乘客。该航线为上海地区最早的车辆渡航线。民国22年10月4日，又投入“济航”号渡轮运营。该渡轮载重35吨，可同时装载10辆汽车与120位乘客。
民国26年（1937年）8月，抗日战争爆发，侵华日军侵占上海时，将渡口码头炸毁，“经航”号渡轮被击沉，“济航”号被日军拖至南京浦口，车渡即停航。渡口改回手摇船摆渡。抗日战争胜利后，由江苏省交通厅购置登陆艇与经改装的“大排其”各1艘以渡运汽车，白天有轮渡，夜间轮渡运营结束后改由手摇渡船摆渡。民国35年（1946年）4月，有闵行当地35人合伙集资购置1艘15马力、可载客60人的顺风1号木壳船经营轮渡白天渡运业务。同年又购入华泰轮1艘，作备用用途，同时成立民间闵渡公司。
1949年5月14日上午，渡口浮码头遭中华民国国军炸毁。1952年，公司改为闵渡轮运营。1953年，公司并入沪南轮运营。1956年，对该私营渡口进行社会主义改造，航线由松江专区航运局所属的国营松江轮船公司经营管理。同年，该公司修复两岸轮渡码头，并将原浮码头为水泥斜坡道，恢复车渡业务。1958年4月1日，轮渡划归上海市轮渡公司经营管理，航线正式定名为西闵线轮渡。1960年1月时，航线配置客渡渡轮2艘、车渡渡轮1艘，同时手摇渡船停运。
西闵线对江轮渡长期与长途客运航线合用同一码头，乘客上下、货物搬运都极不安全。1962年，在新建长途客运码头时，同时也新建了对江轮渡的候船室。1967年，投资人民币约5万元，改建对江轮渡码头。1986年，对两岸车渡码头进行改造。至20世纪90年代，航线配置1艘1000客位客渡渡轮、3艘700客位客渡渡轮。
2007年1月7日起，为配合闵浦二桥建设，西闵线车辆渡停航。在闵浦二桥建设期间，需多次进行桥面板水上吊装作业，为保证运营安全，西闵线客渡航线也曾多次间歇性停航。航线停航期间，由奉贤大众（现奉贤巴士）、奉贤客运等公交企业投入数辆应急摆渡车以疏散过渡乘客。应急摆渡车从沪闵公路闵行轮渡站起经S4沪金高速公路奉浦大桥过黄浦江至沪杭公路西渡轮渡站，票价一元。
目前，航线配置1000客位客渡渡轮2艘，为闵行至奉贤西渡、南桥等地的主要交通工具。

## 车辆渡

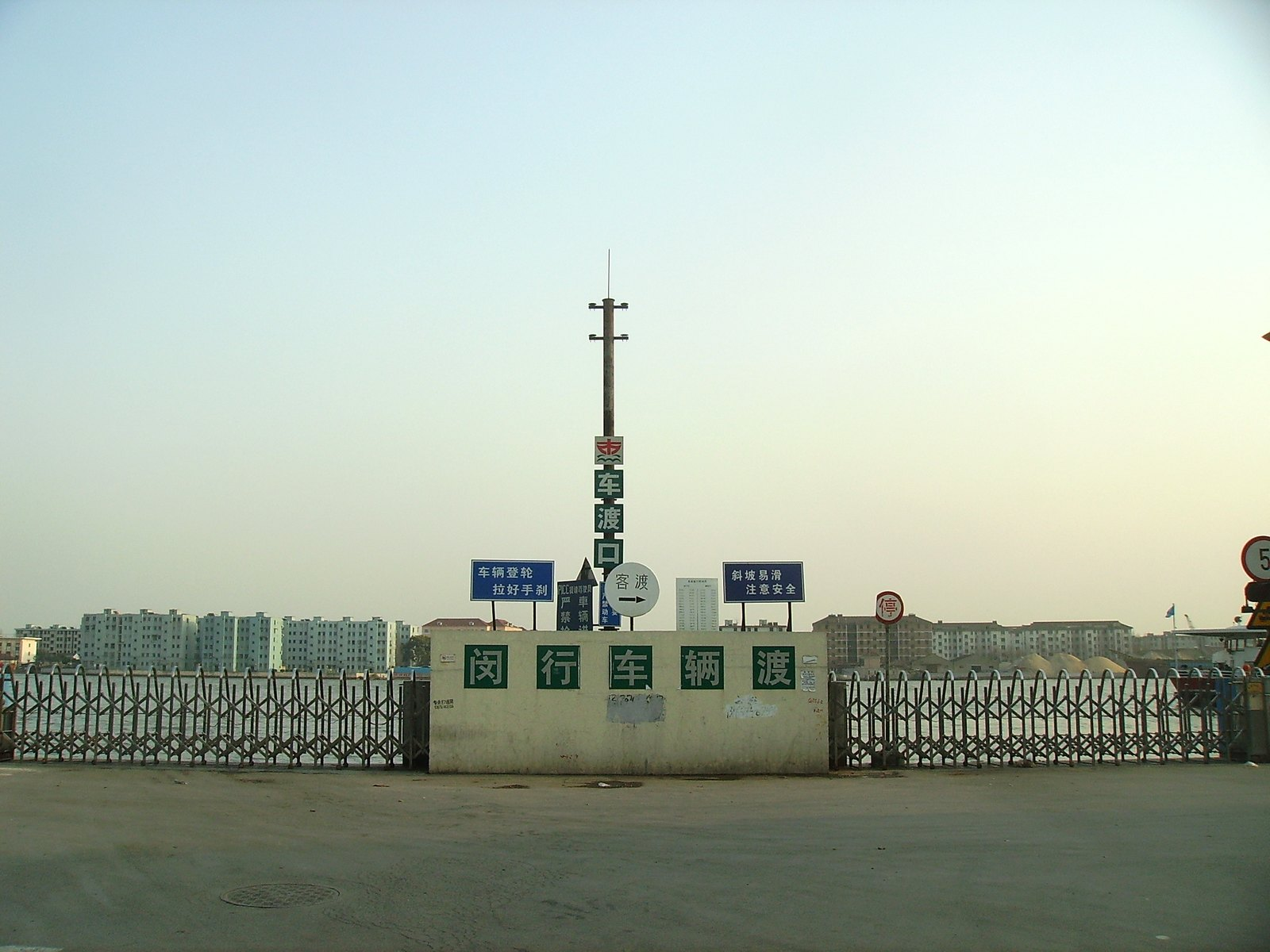
闵行车辆渡（2007年）

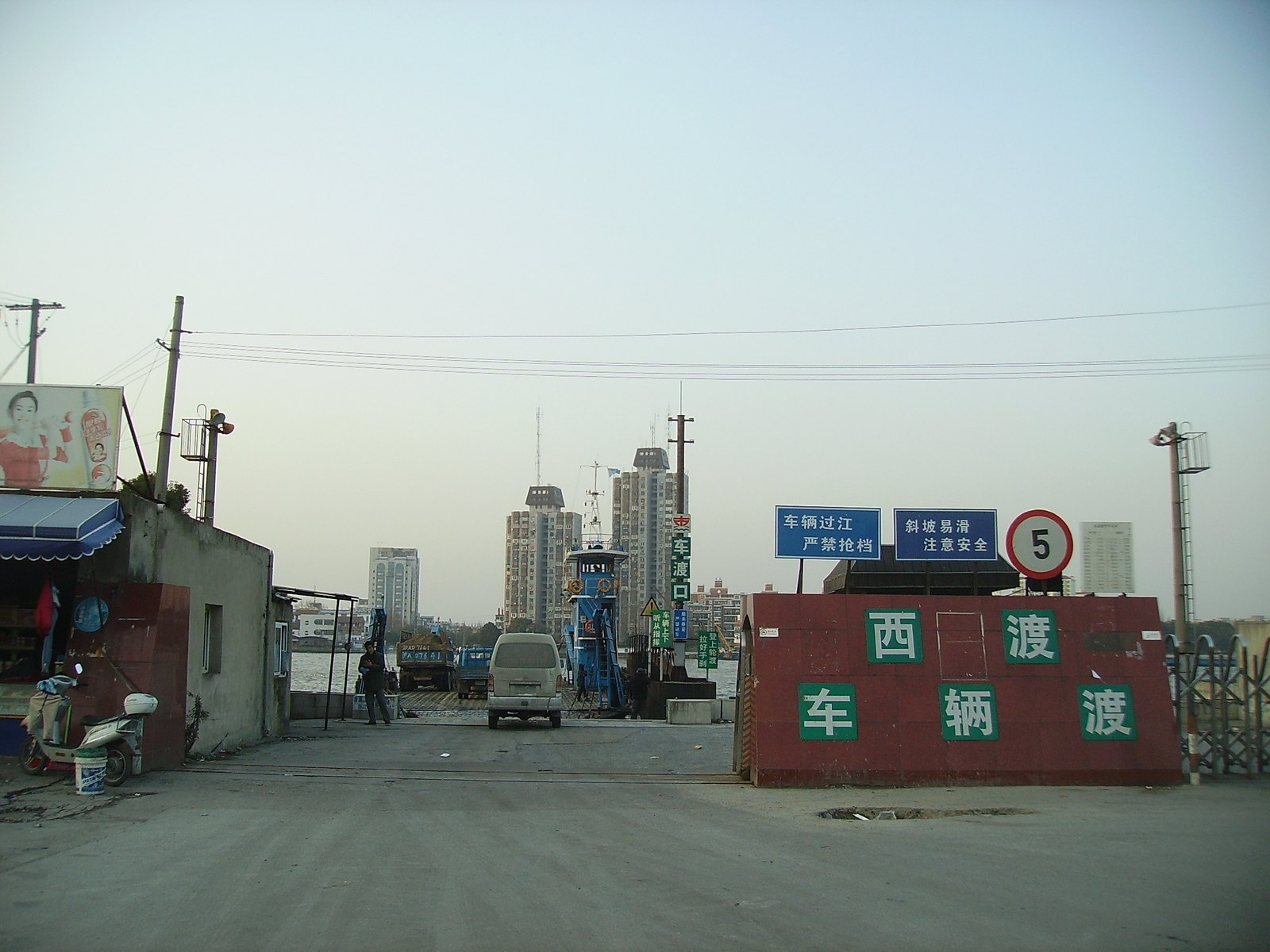
西渡车辆渡（2007年）

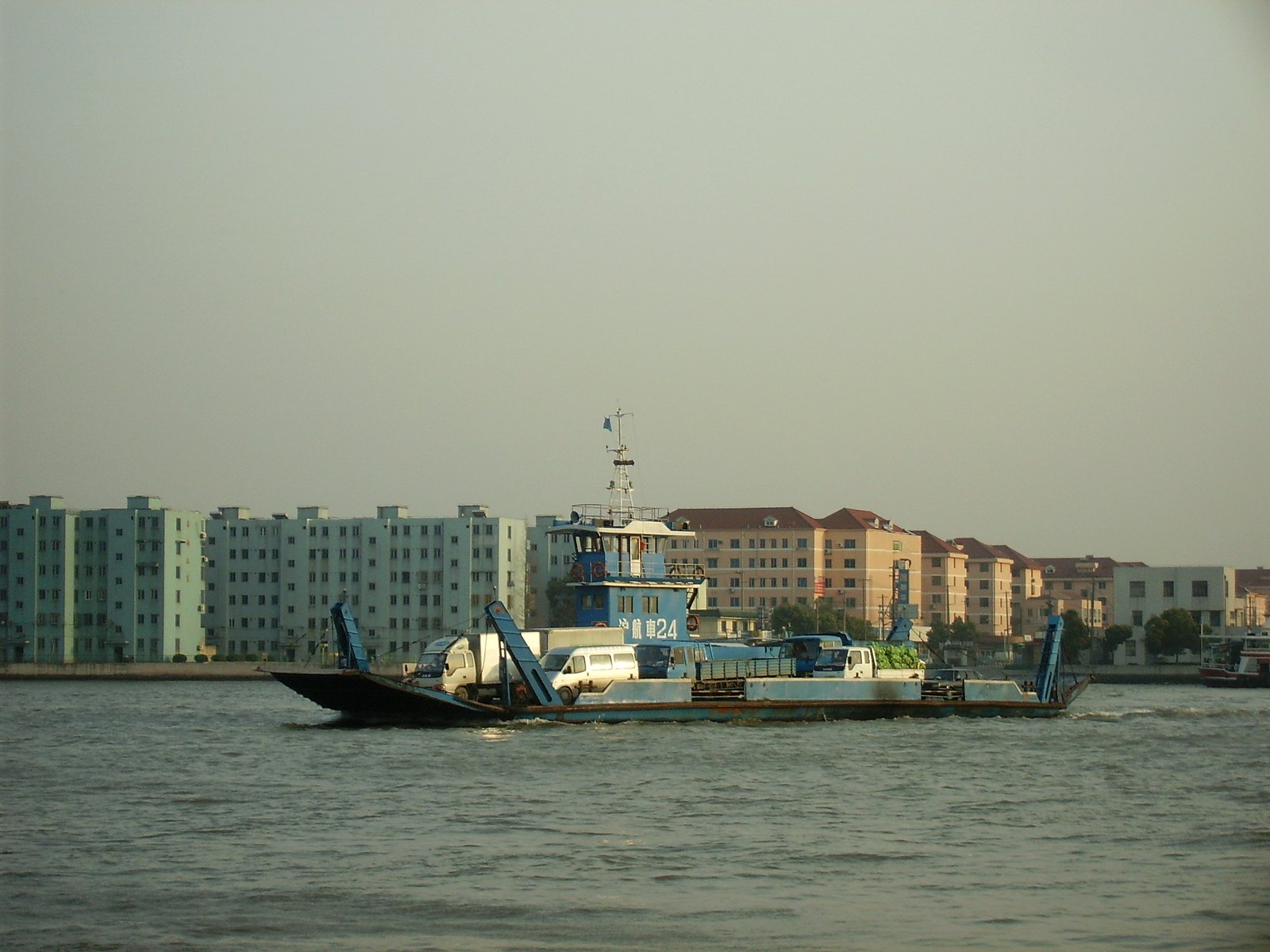
沪航车24车辆渡轮（2007年）

民国21年（1932年），中华民国国民政府全国经济委员会在黄浦江闵行、西渡新建钢引桥及浮码头，建造“经航”号钢质柴油车辆渡轮1艘。渡轮载重22吨，可同时装载2辆汽车与70位乘客。同年10月，车辆渡正式开航，实行车客混装运营。该航线为全国最早的官办车辆渡航线。

民国22年10月，又新建“济航”号渡轮投入运营。该渡轮载重35吨，可同时装载10辆汽车与120位乘客。该航线为从沪闵南柘公路（今沪闵公路、沪杭公路）由上海南下奉贤、浙江等地的必经之处，交通十分繁忙。
民国26年（1937年），抗日战争爆发，“经航”号渡轮被侵华日军飞机击沉，“济航”号被侵华日军拖至南京浦口。渡口码头被炸毁，车渡停航。

上海沦陷期间，侵华日军征用2艘木船捆绑在一起用以装载车辆，再用拖轮拖动木船过江，但客流寥寥。民国34年（1945年）抗日战争胜利，由民间以2艘木船捆绑，用手摇过渡。次年，市轮渡公司先后购置登陆艇与“大排其”改装的船只各1艘，每天可维持2——3班渡轮运营。上海战役前夕，渡口浮码头被国民党军队炸毁，渡船被拖至塘口。
上海战役后，轮渡由江苏省松江专区闵行公路站接手。同年，该公司修复两岸轮渡码头，并将原浮码头为水泥斜坡道，投入1艘登陆艇航行，恢复车渡业务。1954年，又新建1艘登陆艇，可装载2辆卡车。1958年4月1日，轮渡划归上海市轮渡公司经营管理，定名为西闵线车辆渡。投入2艘8车位车辆渡轮运营。1975年，上海金山石油化工总厂一期工程动工，西闵线车辆渡过渡流量增加。1976年7月1日，航线上游的黄浦江大桥（今松浦大桥）通车，西闵线车辆渡过渡车辆有所减少。80年代后，随着上海发展，车辆渡过渡流量又有所回升。至20世纪90年代，西闵线车辆渡配备车辆渡轮4艘。

1995年10月26日，航线下游的奉浦大桥建成通车后，对西闵线车辆渡过渡流量有所影响。停航前，航线由沪航车24号车辆渡轮承担过渡运营。2007年1月7日起，为配合闵浦二桥建设，西闵线车辆渡撤销。

目前，西闵线车辆渡原址上已建起了闵浦二桥，闵浦二桥的桥塔则设在原车辆渡闵行渡口一侧的黄浦江江面上。

## 航线班次
- 闵行轮渡站：4：00——0：00

| 4：00——6：00       | 20分钟一班 |
| 6：15 6：30——8：30 | 早高峰快班 |
| 8：45——15：45      | 15分钟一班 |
| 16：00——18：30     | 晚高峰快班 |
| 18：45——21：45     | 15分钟一班 |
| 22：00——0：00      | 30分钟一班 |

- 西渡轮渡站：4：10——0：05

| 4：10——5：50   | 20分钟一班 |
| 6：00 6：15    |            |
| 6：30——8：30   | 早高峰快班 |
| 8：45——15：45  | 15分钟一班 |
| 16：00——18：30 | 晚高峰快班 |
| 18：45——21：45 | 15分钟一班 |
| 22：00         |            |
| 22：05——0：05  | 30分钟一班 |

参考资料：

## 公交换乘

### 闵行轮渡站
| 浦江路兰坪路(滨江枢纽) | 浦江路兰坪路(滨江枢纽)                | 浦江路兰坪路(滨江枢纽)                | 浦江路兰坪路(滨江枢纽)                | 浦江路兰坪路(滨江枢纽)                |
| 编号                   | 路线                                  | 路线                                  | 路线                                  | 备注                                  |
| ---------------------- | ------------------------------------- | ------------------------------------- | ------------------------------------- | ------------------------------------- |
| 闵行11路               | 江月路地铁站                          | ⇆                                     | 浦江路兰坪路(滨江枢纽)                | 经由闵浦大桥过黄浦江                  |
| 闵行21                 | Module:CNBUS/SH/minhang中无此闵行线路 | Module:CNBUS/SH/minhang中无此闵行线路 | Module:CNBUS/SH/minhang中无此闵行线路 | Module:CNBUS/SH/minhang中无此闵行线路 |
| 江川1                  | Module:CNBUS/SH/minhang中无此闵行线路 | Module:CNBUS/SH/minhang中无此闵行线路 | Module:CNBUS/SH/minhang中无此闵行线路 | Module:CNBUS/SH/minhang中无此闵行线路 |

| 闵行         | 闵行                                  | 闵行                                  | 闵行                                  | 闵行                                  |
| 编号         | 路线                                  | 路线                                  | 路线                                  | 备注                                  |
| ------------ | ------------------------------------- | ------------------------------------- | ------------------------------------- | ------------------------------------- |
| 881          | 松江汽车东站                          | ⇆                                     | 闵行                                  |                                       |
| 958          | 广元西路华山路                        | ⇆                                     | 闵行                                  | 原申闵专线                            |
| 徐闵线       | 肇嘉浜路高安路                        | ⇆                                     | 闵行                                  |                                       |
| 徐闵夜宵专线 | 枫林路斜土路                          | ⇆                                     | 闵行                                  |                                       |
| 闵东         | Module:CNBUS/SH/minhang中无此闵行线路 | Module:CNBUS/SH/minhang中无此闵行线路 | Module:CNBUS/SH/minhang中无此闵行线路 | Module:CNBUS/SH/minhang中无此闵行线路 |
| 闵吴线       | 闵行                                  | ⇆                                     | 吴泾渡口                              |                                       |
| 闵行16路     | 闵行                                  | ⇆                                     | 塘湾                                  | 原莘吴线                              |
| 闵行40路     | 闵行                                  | ⇆                                     | 青年路敬南路                          |                                       |

### 西渡轮渡站
| 公交西渡站 | 公交西渡站     | 公交西渡站 | 公交西渡站     | 公交西渡站           |
| 编号       | 路线           | 路线       | 路线           | 备注                 |
| ---------- | -------------- | ---------- | -------------- | -------------------- |
| 奉贤7路    | 南桥汽车站     | ⇆          | 公交西渡站     | 原南桥7路            |
| 奉贤11路   | 公交奉贤新城站 | ⇆          | 公交西渡站     | 原南靶专线、南桥9路  |
| 奉贤12路   | 公交奉贤新城站 | ⇆          | 公交西渡站     | 原南桥12路           |
| 奉贤15路   | 公交金钱公路站 | ⇆          | 公交西渡站     | 原南桥15路           |
| 奉贤27路   | 公交西渡站     | ⇆          | 新叶村活动中心 | 原西庄线             |
| 奉贤34路   | 奉金路         | ⇆          | 浦秀村         | 原南桥10路、奉贤10路 |